# Lacydès
Lacydès (en grec ancien Λακύδης) de Cyrène est un philosophe grec, disciple et successeur d'Arcésilas de Pitane à partir de 241 av. J.-C. à la tête de l'Académie d'Athènes, contraint d'abandonner sa fonction pour raisons de santé en 215 av. J.-C. ; il mourut dix ans plus tard, en 205 av. J.-C. De la date de sa démission à sa mort, son école fut menée par un conseil dirigé par Évandre et Téléclès, sans qu'aucun ne soit jamais élu scholarque.

## Notice biographique
Né à Cyrène dans ce qui correspond actuellement à la Libye, on sait de lui que son enfance fut pauvre et que son père se prénommait Alexandre. Reconnu pour ses manières séduisantes, son caractère affable et son ingéniosité, il arriva à Athènes et s'attacha à la Moyenne Académie. Il donna ses cours dans un jardin appelé le Lacydéion, aménagé gracieusement par son ami Attale Ier. Il serait mort de boisson selon Diogène Laërce, anecdote contredite par Eusèbe de Césarée, qui dit de lui qu'il était modéré en tout.

## Philosophie
Rien de lui ne nous est parvenu. Il suivit scrupuleusement et mit par écrit les avis d'Arcésilas de Pitane. Il eut pour disciple notamment Hermias de Samos et Euphorion de Chalcis ; on lui attribue des traités, dont un Sur la Nature. 
Diogène d'Œnoanda le cite dans un contexte de description du relativisme envers les sensations.